# Galugnano
Galugnano è l'unica frazione di 1 065 abitanti del comune di San Donato di Lecce.
Situata nel Salento centrale, dista 3 km dal capoluogo comunale e 12 km da Lecce. Insieme a San Donato, è stata proclamata città d'arte il 28 gennaio 2019.

## Origini del nome
Prima dell'attuale nome si è passati da quelli di Calignanu, Calugnanu, Galignano e Galloniano. Con riferimento a quest'ultimo nome si ipotizza che derivi dalla parola greca "kalos" (bello), come per il nome Gallipoli (che alcuni riconducono al greco "città bella"). Sugli stemmi di entrambe le città campeggia in primo piano un gallo, fatto che farebbe supporre una qualche attinenza fra nomi e stemmi (Gallo-niano, Galli-poli), sebbene la presenza dell'animale nel gonfalone cittadino sia con tutta probabilità frutto di una ricostruzione successiva e fantasiosa sull'etimo.
Secondo altre ipotesi, l nome deriverebbe dall'usanza romana di assegnare come ricompensa a soldati e cavalieri particolarmente valorosi in battaglia appezzamenti di terreno che spesso diventavano dei veri e propri insediamenti umani e a cui era assegnato il nome del soldato stesso. Il Salento è ricco di esempi di questo genere: Martignano deriverebbe da Martinus, Magliano da Manlio, Carmiano da Carminius, Arnesano da Arnio e così via. Galugnano, quindi, deriverebbe dal nome romano Galonius.
Tuttavia, sembra più verosimile che all'origine del toponimo vi sia il prefisso kal nella sua variante gal, equivalente a: 1) luoghi abitati, recintati o, comunque, adibiti a custodia umana, di animali o di altri beni; 2) pietra, zona pietrosa, radice pre-indoeuropea. Per estensione il termine si riferirebbe anche ad anfratto, luogo riparato, sul modello, per esempio, di Calimera, Gallipoli, Alliste (originariamente Calliste).

## Storia
I territori su cui sorge il paese sono stati abitati fin dai tempi più antichi come testimoniano menhir e specchie presenti numerosi nelle campagne intorno all'abitato. Si ritiene che il paese sia stato fondato dai Messapi.
In origine in zona vi era una forma abitativa dispersa con abitazioni concentrate in più centri (Galugnano, Lete, Siosti, Ussano). In un secondo momento si passa ad una forma aggregata con Galugnano che fagocita gli altri tre insediamenti.
Nel corso dei secoli passa sotto il controllo di Greci, Romani, Barbari e Bizantini fino ad arrivare al periodo feudale. Nel 1192 Tancredi d'Altavilla, Conte di Lecce, dona Galugnano a Giorgio Remanno. Nel 1285 i dell'Acaya diventano signori di Galugnano per volere di Carlo II d'Angiò. Nel 1587 è padrone del casale lo spagnolo Ramirez Dellanos. Al Dellanos si deve la costruzione del Palazzo Baronale. Nel 1621 Dellanos vende i suoi possedimenti ad un certo Nicolò di Andrea Levanto. Durante il governo dei Levanto sorgono le chiese dell'Annunziata e della Madonna della Pietà. I Levanto, caduti in disgrazia, vendono il feudo al nobile leccese Geronimo Massa, ultimo feudatario. Finito il periodo feudale, il comune di Galugnano viene aggregato a quello di San Donato e nel 1886 ne diviene frazione.

## Monumenti e luoghi d'interesse

### Architetture religiose

#### Chiesa Matrice di Maria Santissima Immacolata
La chiesa matrice di Maria Santissima Immacolata ha origini remote e da documenti cinquecenteschi si apprende essere dedicata a San Nicola. Fu ricostruita nei primi anni del XVII secolo e terminata nel 1618 sotto il titolo di Santa Maria dell'Assunta. La variazione del titolo in Maria Santissima Immacolata avvenne nell'Ottocento così come si evince dalla visita pastorale del 1840. 

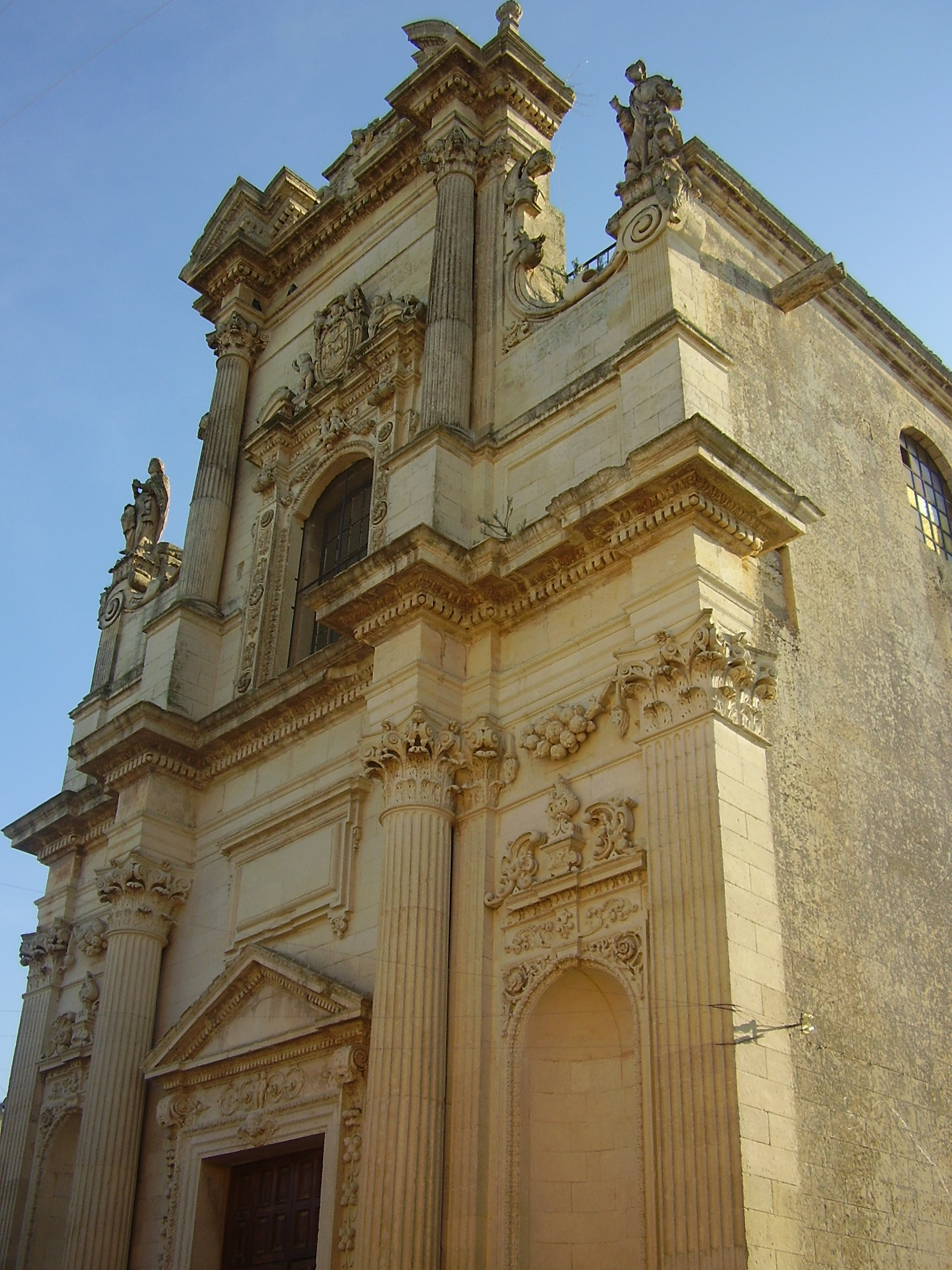
Chiesa dell'Annunziata

La chiesa subì un radicale intervento di restauro dopo il 1951, anno in cui si decise di ampliarla con la costruzione di due navate laterali. Terminata la costruzione della navata sinistra nel settembre 1951, fu subito rilevato un serio inconveniente in quanto i grossi pilastri, tecnicamente indispensabili, impedivano la visuale dell'Altare Maggiore, e quindi del celebrante. Si decise di demolire l'intera struttura e nel febbraio 1952 ebbe inizio la ricostruzione della nuova chiesa. Fu benedetta e consacrata il 7 maggio 1955. L'attuale edificio è a tre navate e presenta una facciata, costituita da due ordini con timpano triangolare, che conserva l'antico rosone seicentesco.

#### Chiesa dell'Annunziata
La chiesa dell'Annunziata, esistente già nel 1522, fu aperta al culto nella forma attuale nel 1655. Secondo lo storico Michele Paone, a progettare l'attuale struttura barocca fu l'architetto Giuseppe Zimbalo, costruttore di numerose chiese come il Duomo di Lecce. L'esecutore del progetto fu invece Antonio Fiorentino da Corigliano così come risulta dalle epigrafi latine poste all'interno.
Presenta una facciata articolata in due ordini ed è caratterizzata dall'esuberanza decorativa delle colonne corinzie e dei festoni. L'ordine inferiore, scandito da due colonne a fusto scanalato, ospita il portale d'accesso e due nicchie vuote. L'ordine superiore, caratterizzato dalla sfarzosa decorazione dell'ampio finestrone, termina con un timpano spezzato e con due volute laterali che sorreggono due statue. L'interno, ad una sola navata, accoglie tre altari; il maggiore dedicato alla Vergine Annunziata e i laterali dedicati al Crocifisso e a San Domenico. L'altare maggiore custodisce un affresco della Vergine di origine bizantina.

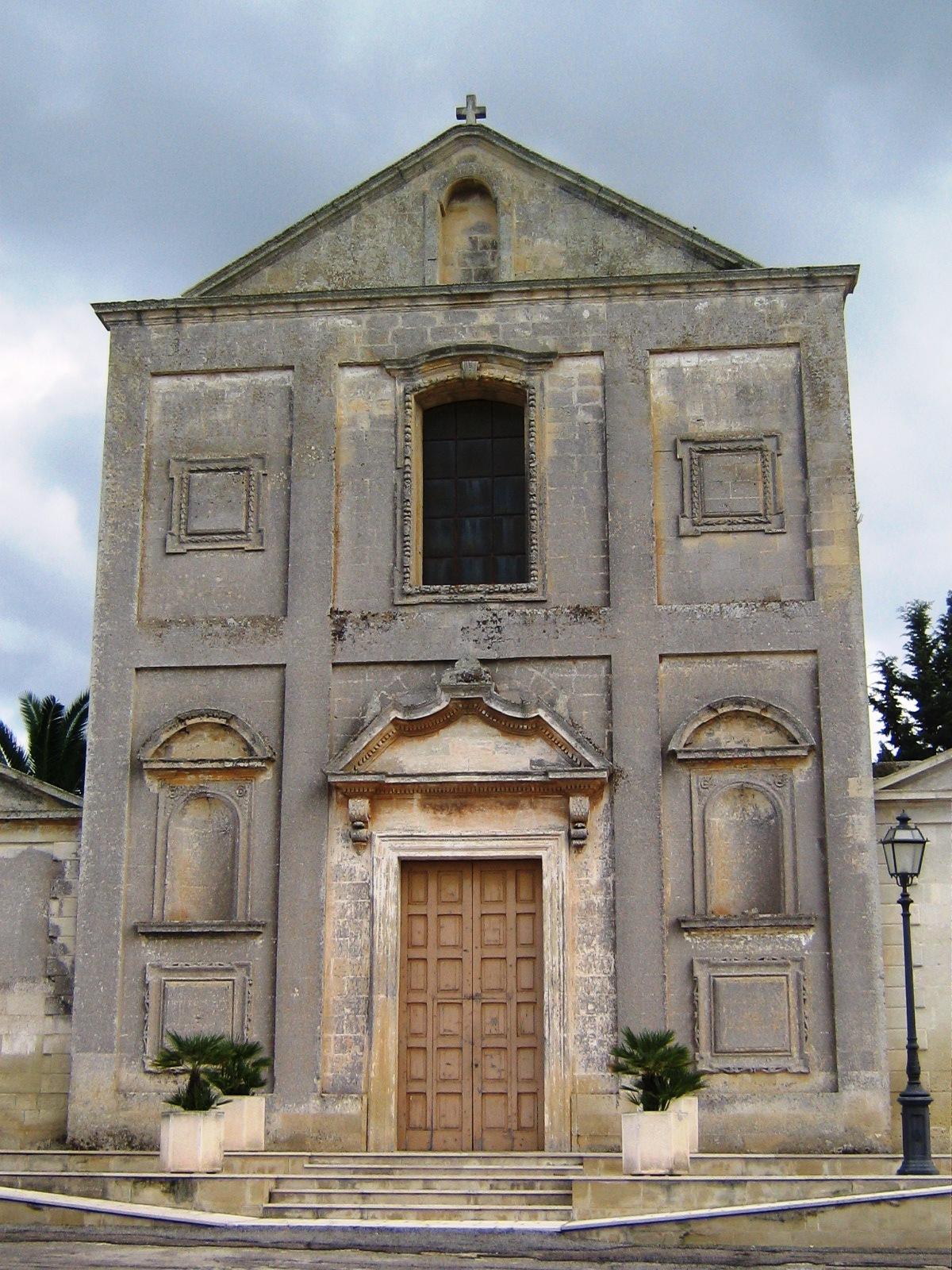
Chiesa Santa Maria della Pietà

#### Chiesa S. Maria della Pietà
La chiesa di Santa Maria della Pietà, attualmente chiesa del cimitero cittadino, fu realizzata nella seconda metà del Seicento su una cripta preesistente, ora inglobata nella struttura. Il prospetto, dalle linee semplici e severe, presenta due nicchie vuote che affiancano il portale d'ingresso posto in asse con un finestrone rettangolare. L'interno, ad aula unica, custodisce l'antica cripta di origine basiliana alla quale si accede mediante una scalinata posta al centro della navata. Nella cripta è raffigurata la Vergine della Pietà. Nel presbiterio è l'altare monumentale, dedicato al Crocifisso, ricco di fregi barocchi e con ai lati le statue di San Michele Arcangelo e di San Domenico.

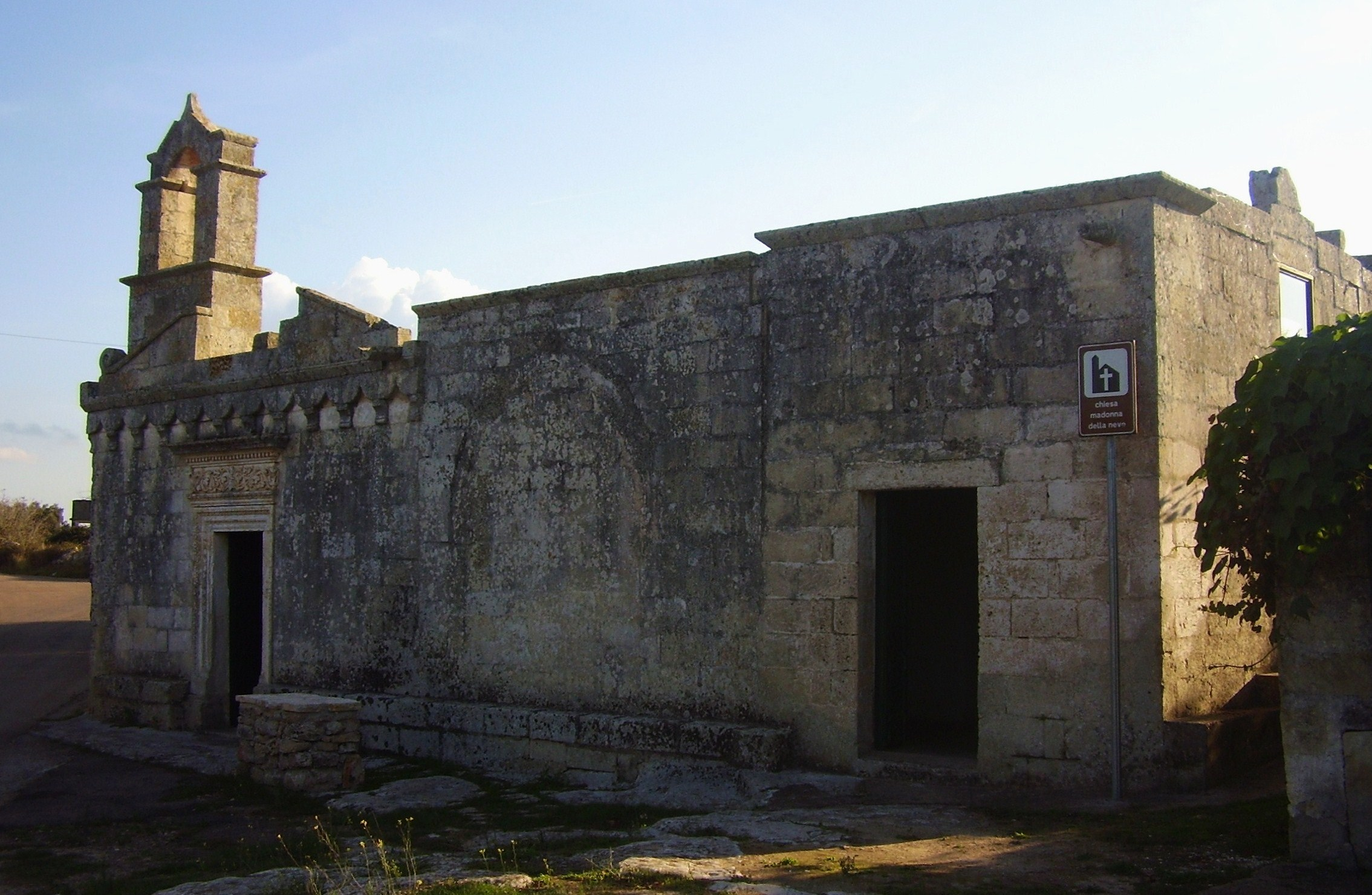
Chiesa Madonna della Neve

#### Chiesa Madonna della Neve
La chiesa della Madonna della Neve è una piccola costruzione medievale ampliata più volte fino al XVI secolo. Denominata anticamente Santa Maria de li Pisanei, è composta da tre ambienti risalenti ad epoche diverse. Il nucleo più antico è in stile romanico e risale al XIV secolo. Tra il 1522 e il 1540 viene realizzato il porticato gotico poi chiuso verso la fine del Cinquecento con l'edificazione del terzo ambiente nel quale è presente un altare rinascimentale. Gli ultimi interventi di restauro hanno riportato alla luce un ciclo di affreschi raffiguranti santi della liturgia greca risalenti al primo periodo del XV secolo. Altri affreschi seicenteschi raffigurano San Francesco da Paola e Sant'Antonio da Padova.

### Architetture civili
- Palazzo baronale Dellanos

### Siti archeologici
- Menhir delle Lete

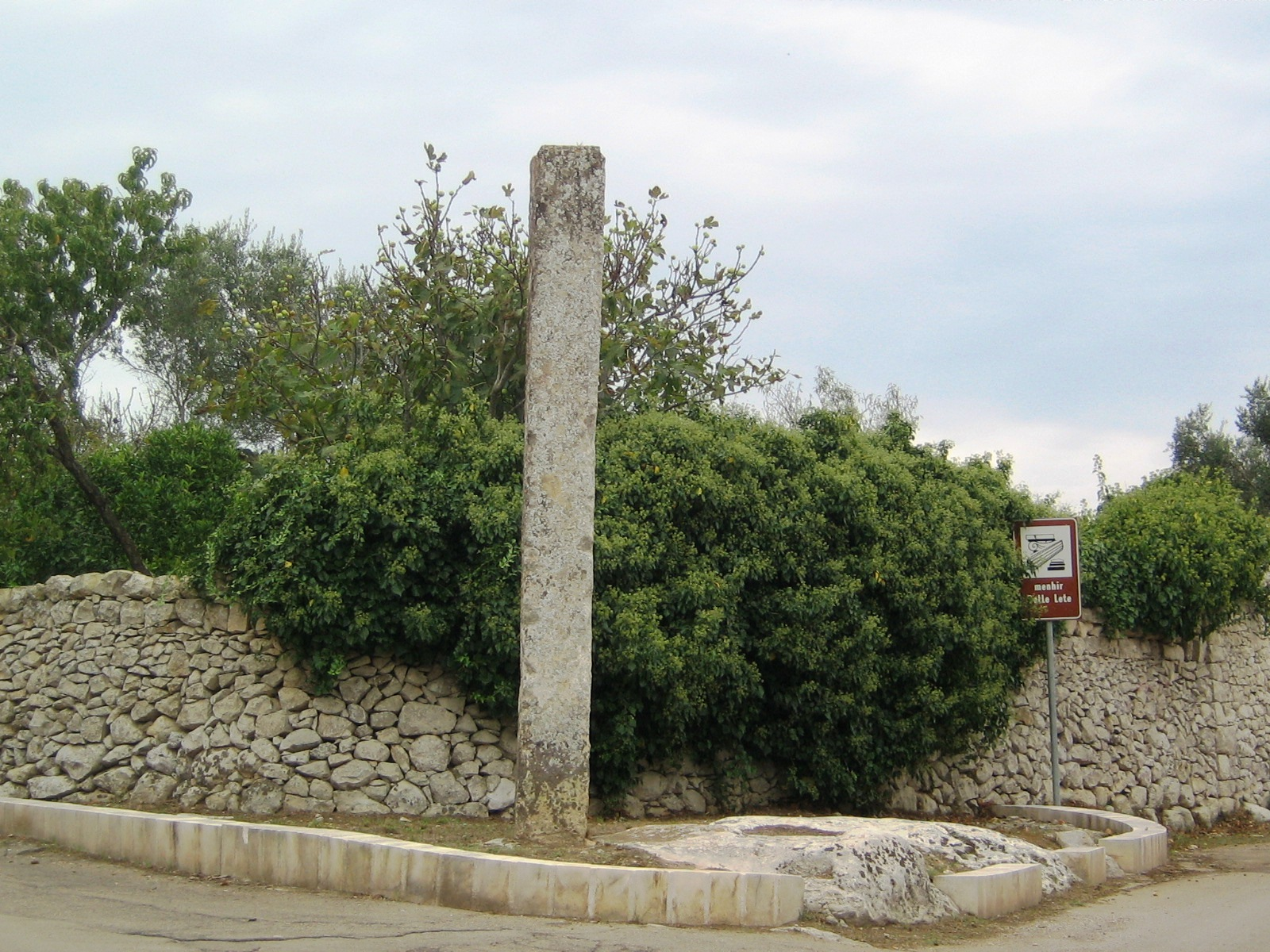
Menhir delle Lete

In pietra leccese, il menhir (38 x 32 cm) è alto 450 cm ed è collocato in trivio di vie vicinali. Fu scoperto e catalogato da Cosimo De Giorgi. Sul lato S è graffita una croce doppia. In sommità il megalite presenta uno zoccolo orizzontale in pietra, probabile base di una croce.
- Menhir Curti Vecchi

Di forma prismatica squadrata e leggermente inclinata, il menhir (39 x 25 cm) misura 3 metri di altezza. Poggia su un banco roccioso irregolare e presenta degli intacchi sugli spigoli. Anche questo menhir fu catalogato per la prima volta dal De Giorgi.
- Menhir di Ussano

Di forma prismatica squadrata, meno inclinato degli altri due, si trova nelle strettissime vicinanze della Masseria di Ussano, edificio abbandonato posto a pochi chilometri dal centro abitato, nei pressi dello svincolo per San Donato di Lecce della Statale 16, da cui è con difficoltà anche visibile. È maestoso e anche più misterioso in quanto più isolato degli altri due.
- Specchia Caggiune

## Cultura

### Manifestazioni ed eventi
- Feste di San Michele Arcangelo - 8 maggio - 28/29 settembre
- Festa dei Ss. Medici - 25/26 settembre
- Festa Madonna della Neve - 5 agosto
- Madonna de li pampasciuni - primo venerdì di marzo
- Note di Sapori e Cultura - settembre
- Gara ciclistica amatoriale-giugno

## Infrastrutture e trasporti

### Strade
Galugnano è vicina alla superstrada Lecce-Maglie, che funge da tangenziale al centro abitato. La frazione è collegata alla superstrada dalle uscite San Donato/Galugnano nord e Caprarica/Galugnano centro.
Il centro è anche raggiungibile dalle strade provinciali interne SP46 Galugnano-San Cesario di Lecce-San Donato di Lecce, SP140 Galugnano-Caprarica di Lecce.

### Ferrovie
La cittadina è servita da una stazione ferroviaria posta sulla linea Lecce-Gallipoli delle Ferrovie del Sud Est.

### Aeroporti
Gli aeroporti civili più vicini sono:
- Aeroporto Internazionale del Salento con sede a Brindisi.
- Aeroporto di Taranto-Grottaglie "Marcello Arlotta", che effettua servizi di linea per il traffico passeggeri con voli charter.
- Aeroporto internazionale di Bari "Karol Wojtyla".